# Panamacebus transitus
Panamacebus es un género extinto de primate platirrino el cual vivió durante el Mioceno en Panamá. Es así mismo el primer mono del Nuevo Mundo que se sabe emigró a América Central. La única especie conocida, Panamacebus transitus, vivió durante el Mioceno en lo que actualmente es la cuenca del canal de Panamá, con un peso de aproximadamente 2,7 kg. Fue encontrado en un solo horizonte de depósitos de caída de cenizas en la parte superior de la Formación de las Cascadas más específicamente en el sector Lirio Norte hace aproximadamente 21 millones de años en América Central. Estos primates llegaron a América Central tropical, la extensión más al sur de la masa terrestre de América del Norte, con varias dispersiones de América del Sur a partir del surgimiento del istmo de Panamá hace 3–4 millones de años. Este descubrimiento sugiere que la diversificación a nivel de familia de los micos existentes en América ocurrió en los trópicos hace aproximadamente 25 millones de años y proporciona la evidencia fósil más antigua para el intercambio de mamíferos entre América del Sur y América del Norte.

## Descripción
Es un cébido de tamaño mediano (~ 2.7 kg) que difiere de todas las demás cebinas en tener incisivos inferiores (I1, I2) que están coronados por un cíngulo lingual incompleto y un primer molar superior (M1) que es considerablemente más grande que el segundo molar superior(M2).

## Etimología
El nombre genérico combina "Panamá" con Cebus, taxón raíz de Cebidae. El nombre de especie "tránsito" (en latín, cruce) se refiere a su dispersión implícita del Mioceno temprano entre América del Sur y América del Norte.